# TON 618
Coordenadas:  12h 28m 24.97s, +31° 28′ 37.7″
TON 618 (abreviatura de Tonantzintla 618) é um quasar hiperluminoso, com linhas de absorção largas, rádio-luminoso e forte emissão Lyman-alfa, localizado próximo à fronteira das constelações de Canes Venatici e Coma Berenices. Sua distância comóvel projetada é de aproximadamente 18,2 bilhões de anos-luz da Terra. Ele abriga um dos maiores buracos negros já descobertos, com uma massa estimada em cerca de 66 bilhões de massas solares (M☉).

## História observacional
Visto que os quasares não eram conhecidos até 1963, a natureza deste objeto era desconhecida quando foi observado pela primeira vez em uma pesquisa de 1957 sobre estrelas azuis fracas (principalmente anãs brancas) localizadas longe do plano da Via Láctea. Em chapas fotográficas tiradas com o Telescópio Schmidt no Observatório Tonantzintla, México, o objeto apresentava uma coloração fortemente violácea e foi listado como o número 618 no catálogo Tonantzintla.
Em 1970, um levantamento rádio-astronômico em Bolonha detectou emissão proveniente do TON 618, indicando que se tratava de um quasar. Marie-Helene Ulrich então obteve espectros no óptico do quasar no Observatório McDonald, os quais mostraram linhas de emissão típicas desse tipo de objeto. Pelo desvio para o vermelho (z) das linhas, Ulrich concluiu que TON 618 estava extremamente distante e, portanto, era um dos quasares mais luminosos conhecidos.

## Buraco negro supermassivo
TON 618 é classificado como um quasar, cuja energia se origina de um disco de acreção de gás aquecido a temperaturas extremas orbitando um buraco negro supermassivo localizado no centro de uma galáxia distante. A luz que observamos hoje foi emitida há aproximadamente 10,8 bilhões de anos. A galáxia hospedeira não é visível da Terra, pois o brilho intenso do quasar a ofusca. Com uma magnitude absoluta de −30,7, sua luminosidade bolométrica é estimada em cerca de 1,2 × 10⁴¹ watts, equivalente a aproximadamente 140 trilhões de vezes a luminosidade do Sol, o que o torna um dos objetos mais luminosos do Universo conhecido.
As linhas de emissão no espectro do TON 618 são excepcionalmente amplas, indicando que o gás na região emissora está se movendo a velocidades extremamente elevadas. A linha beta da série de Balmer do hidrogênio, por exemplo, apresenta uma largura correspondente a uma velocidade de cerca de 7 000 km/s. Isso sugere que o buraco negro central exerce uma força gravitacional extremamente intensa.
A partir do brilho da radiação que ilumina a região emissora e da velocidade orbital do gás, é possível estimar o tamanho da região e, pela dinâmica do gás usando a lei da gravitação universal, inferir a massa do buraco negro. Segundo estimativas baseadas em espectroscopia no infravermelho próximo, o buraco negro em TON 618 possui uma massa de aproximadamente 66 bilhões de massas solares. Algumas análises mais conservadoras sugerem valores em torno de 40 bilhões de massas solares. Com esse valor, TON 618 está entre os maiores buracos negros já identificados e é classificado como um buraco negro supermassivo ou até mesmo "ultramassivo".
Um buraco negro com essa massa teria um raio de Schwarzschild de aproximadamente 1 300 UA, ou seja, 1 300 vezes a distância média entre a Terra e o Sol.